# 가면반지꼬리주머니쥐
가면반지꼬리주머니쥐(Pseudochirulus larvatus)는 반지꼬리주머니쥐과에 속하는 유대류의 일종이다. 스타 산맥의 뉴기니 북동부 지역, 중부 코르디예라의 동부 지역, 후온 반도 그리고 북부 해안 지역에서 발견된다. 가면반지꼬리주머니쥐는 다양한 숲 생태계의 나무 위에서 생활하는 종이다. 성적으로 이형성을 보이며, 현지에서 흔하게 발견된다. 한때는 이끼숲반지꼬리주머니쥐(P. forbesi)의 아개체군으로 분류했지만, 현재는 별도의 종으로 간주한다.